# Japanse zaaghaai
De Japanse zaaghaai (Pristiophorus japonicus) is een vis uit de familie van zaaghaaien (Pristiophoridae) en behoort tot de orde van zaaghaaien (Pristiophoriformes). De vis kan een lengte bereiken van 136 centimeter.

## Kenmerken
Deze haaien hebben een dorsiventraal, afgeplat lichaam, 2 rugvinnen en één paar baarddraden aan de zaagvormige snuit. De kieuwen bevinden zich opzij van de kop. Ze hebben smaakzintuigen op de snuit en de baarddraden. Deze zaaghaai wordt volwassen bij een lengte van 80 tot 100 cm.

## Leefwijze
Deze dieren woelen in de bodem naar kleine vissen en andere ongewervelden, die ze doden met hun vlijmscherpe tanden, die waarschijnlijk ook worden ingezet tegen hun vijanden.

## Voortplanting
De Japanse zaaghaai is eierlevendbarend en werpt jaarlijks ongeveer 12 jongen. Deze hebben al voor de geboorte grote tanden, maar om hun moeder niet te verwonden, zitten deze nog verborgen in een huidplooi.

## Verspreiding en leefgebied
De Japanse zaaghaai is een zoutwatervis die voorkomt het noordwestelijk zeegebied van de grote Oceaan tussen Japan en Taiwan, de Oost-Chinese Zee, de Gele Zee, Bohaizee en ten zuidwesten van Korea op een diepte tussen de 0 en 500 m onder het wateroppervlak.

## Relatie tot de mens
De Japanse zaaghaai is voor de beroepsvisserij van beperkt belang, alleen in Japan wordt het visvlees gebruikt voor menselijke consumptie. De vis is wel zeer kwetsbaar en wordt vaak gevangen als bijvangst in de kieuwnetvisserij.